# Тибор Бенедек
Тибор Бенедек (мађ. Benedek Tibor; Будимпешта, 12. јул 1972 — Будимпешта, 18. јун 2020) био је мађарски ватерполиста. Са репрезентацијом је био три пута олимпијски шампион у ватерполу. Освајао је златне медаље на Европском и Светском првенству. Био је селектор мађарске репрезентације, након што је завршио играчку каријеру. Бенедек је преминуо од последица рака панкреаса 18. јуна 2020. године.